# Kymmene valkrets

Kymmene valkrets var en valkrets i Finland vid riksdagsval som omfattade Kymmenedalen och Södra Karelen. Inför riksdagsvalet 2015 slogs den ihop med Södra Savolax valkrets och bildade en ny valkrets med namnet Sydöstra Finlands valkrets.
När den avskaffades hade valkretsen 12 mandat i riksdagen.

## Riksdagsledamöter 2011-2015

### Finlands Socialdemokratiska Parti(4)
- Anneli Kiljunen
- Suna Kymäläinen
- Jukka Kärnä
- Sirpa Paatero

### Sannfinländarna(3)
- Juho Eerola
- Jari Lindström
- Reijo Tossavainen

### Centern i Finland(2)
- Kimmo Tiilikainen
- Ari Torniainen

### Samlingspartiet(2)
- Jyri Häkämies, näringsminister
- Jukka Kopra

### Kristdemokraterna i Finland(1)
- Sari Palm